# Razová
Razová (in tedesco Raase) è un comune della Repubblica Ceca facente parte del distretto di Bruntál, nella regione della Moravia-Slesia.